# Tấn Văn hầu
Tấn Văn hầu (chữ Hán: 晉文侯, cai trị: 780 TCN – 746 TCN), tên thật là Cơ Cừu (姬仇), là vị vua thứ 11 của nước Tấn - chư hầu nhà Chu trong lịch sử Trung Quốc.

## Thân thế
Tấn Văn hầu là con cả của Tấn Mục hầu – vua thứ 9 nước Tấn. Ông sinh năm 808 TCN. Mẹ ông là con gái nước Tề.

## Giành lại ngôi vua
Khi còn sống, Tấn Mục hầu đã lập con cả là Cơ Cừu làm thế tử. Năm 785 TCN, vua cha Mục hầu mất, chú ông là Thương Thúc giành ngôi vua. Cơ Cừu bỏ chạy.
Năm 781 TCN, Cơ Cừu tập hợp lực lượng về đánh úp Thương Thúc giành lại ngôi vua, tức là Tấn Văn hầu. Năm đó ông 28 tuổi.
Năm 771 TCN, Chu U Vương bị quân Khuyển, Nhung vào đánh giết chết. Tấn Văn hầu cùng các vua Vệ Vũ công, Trịnh Vũ công và Tần Tương công đuổi quân Khuyển Nhung, lập thái tử Cơ Nghi Cữu lên ngôi, tức là Chu Bình Vương.
Năm 750 TCN, Tấn Văn hầu đánh bại và giết chết Huề Vương Cơ Dư Thần, chấm dứt cục diện nhị vương phân lập, nhờ đó mà Chu Bình Vương mới yên ổn ngồi trên ngai vàng.
Năm 746 TCN, Tấn Văn hầu mất. Ông ở ngôi 35 năm, thọ 63 tuổi. Con ông là Cơ Bá lên nối ngôi, tức là Tấn Chiêu hầu.